# Morawka (dopływ Czarnej Nidy)
Morawka – rzeka w środkowej Polsce, lewy dopływ Czarnej Nidy o długości 25 km. Płynie przez Góry Świętokrzyskie, w województwie świętokrzyskim.
Rzeka ma źródło we wsi Holendry w gminie Chmielnik. Uchodzi do Czarnej Nidy w Morawicy.
Szerokość Morawki waha się od 2 do 5 metrów, a głębokość od 0,2 do 0,5 m. W rzece występują: moczarka kanadyjska, strzałka wodna oraz mech wodny. Przedstawicielami fauny są: miętus pospolity, okoń, koza, kiełb, szczupak, śliz, jazgarz.
Dopływy:
- L Potok Włoszczowicki

W 2010 roku ukończono budowę zbiornika retencyjno-rekreacyjnego na Morawce.
Parametry zbiornika:
- pojemność: 110 tysięcy m³
- powierzchnia lustra wody: 6,6 ha
- średnia głębokość: 1,75 m

Ważniejsze miejscowości nad Czarną Nidą: Morawica.